# راشيل بلامبيرغ
راشيل بلامبيرغ (بالإنجليزية: Rachel Blumberg)‏ هي موسيقية أمريكية، ولدت في 10 فبراير 1969 في بورتلاند في الولايات المتحدة.

## وصلات خارجية
- راشيل بلامبيرغ على موقع IMDb (الإنجليزية)
- راشيل بلامبيرغ على موقع ميوزك برينز (الإنجليزية)
- راشيل بلامبيرغ على موقع أول ميوزيك (الإنجليزية)
- راشيل بلامبيرغ على موقع ديسكوغز (الإنجليزية)